# Sewodnja

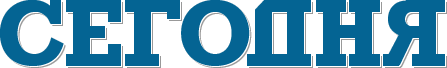
Firmenlogo

Sewodnja (russisch Сегодня, deutsch Heute) ist eine ukrainische Tageszeitung im Tabloid-Format. Die Zeitung wurde 1997 gegründet und erscheint in russischer Sprache. Redaktionssitz ist Kiew.
Mit rund 700.000 Abonnenten (Stand: Juni 2009) ist Sewodnja die zweitgrößte Tageszeitung des Landes, nach der Boulevardzeitung Fakty i kommentarii. Sewodnja zählte ursprünglich zu den Unterstützern von Präsident Wiktor Janukowytsch, hat aber nach der Orangen Revolution (2004/2005) ein eigenständigeres Profil entwickelt. Die Zeitung ist Mitglied der Ukrainian Association of Press Publishers (UAPP).